# Офион жёлтый
Офион жёлтый, или наездник жёлтый (лат. Ophion luteus) — вид наездников из семейства Ichneumonidae.
Тело длиной 15—20 мм, светло-коричневого цвета. Брюшко сплющенное по бокам. Глаза чёрные.
Активен ночью, летает в поисках хозяина для личинок. Личинки паразитируют внутри гусениц различных видов бабочек. Первоначально они не едят жизненно важные части хозяина, позволяя гусеницам расти. Затем личинки съедают внутренние органы хозяина, тем самым убивая его, после чего окукливаются. Взрослые насекомые выходят из останков гусеницы. В году бывает два поколения.
Очень часто встречается в конце лета и осенью в Западной Европе. Обитает на лугах и лесных полянах.